# Giuseppe Cozza-Luzi
Giuseppe Cozza-Luzi (Bolsena, 24 dicembre 1837 – Roma, 1º giugno 1905) è stato un religioso e filologo italiano, abate del monastero basiliano di Grottaferrata nei pressi di Roma.

## Biografia
Cozza-Luzi nacque nel 1837 a Bolsena, in provincia di Roma. All'età di 13 anni iniziò gli studi ginnasiali nell'antica Abbazia basiliana di Grottaferrata, di cui divenne abate nel 1882. La sua erudizione gli attrasse le simpatie di Pio IX, e in seguito di Leone XIII.
Nel 1898 fu liberato da tutte le cure ufficiali e si dedicò ai suoi studi. Si distinse con la sua edizione di numerosi antichi manoscritti vaticani e si è occupato anche di storia dell'arte e di archeologia. 
Morì a Roma il 1º giugno 1905.

## Opere
Sotto la sua direzione fu eseguita l'edizione fototipica del Codex Vaticanus Graecus 1209 (Vetus et Novum Testamentum e Cod. Vaticano 1209 phototyp., 5 v. in fol., Roma, 1889), di un codice vaticano dei profeti (ibid., 1889), e, da un manoscritto vaticano, le miniature di Giulio Clovio al Paradiso di Dante. Quasi tutte le copie di queste pubblicazioni perirono nel 1894 durante l'incendio dello stabilimento Danesi a Roma.
Insieme al noto studioso delle Scritture Carlo Vercellone supervisionò la stampa del testo greco del Codice Vaticano, in cinque volumi (Roma, 1868-1881); ha anche curato altri manoscritti scritturali, ad esempio il codice greco di Daniele nella Biblioteca Chigi di Roma. Il suo lavoro scientifico più importante fu la pubblicazione di alcuni frammenti della Geografia di Strabone (Roma, 1884), originariamente scoperti dal Cardinale Mai (ignaro della loro importanza). Dobbiamo a Cozza-Luzi anche la pubblicazione dell'ottavo e del nono volume della Nova Bibliotheca Patrum di Mai e di una parte della corrispondenza del Cardinale. 
Tra i trattati teologici di Cozza-Luzi c'è uno studio sulle prove delle liturgie greche riguardo alla supremazia papale (De Romani Ponteficis auctoritate doctrinali testimonia liturgica ecclesiæ græcæ, Roma, 1870). 
Scrisse anche sulle antichità della nativa Bolsena, sulla cattedrale di Orvieto, sulla collezione vaticana di antichità assire, ecc. Tra le sue pubblicazioni più importanti c'è un'edizione della versione greca della vita di San Benedetto di San Gregorio Magno (Historia S. P. N. Benedicti a Pontif. Gregorio I descripta et a Zacharia græce reddita, Tivoli, 1880). 
Ha curato il testo del Codex Marchalianus (Prophetarum codex Graecus Vaticanus 2125, Romae, 1890). 
Molti dei suoi scritti sono pubblicati in vari periodici italiani, ecclesiastici e storici. 
Sebbene possedesse un forte intelletto e un'ampia cultura, spesso mancava di precisione scientifica ed è deplorevole che nessun piano organico abbia dominato le sue numerose ricerche studiose. Inoltre, fu accusato di essere autore di alcune falsificazioni di Giacomo Leopardi (edito a Roma nel 1898). La falsità degli schizzi fu affermata da Sebastiano Timpanaro nel 1966.. Tuttavia nel 2021 il filologo Pasquale Stoppelli, in un saggio pubblicato sulla rivista «Prassi ecdotiche della modernità letteraria» ha contestato a sua volta le conclusioni di Timpanaro .
- Giuseppe Cozza-Luzi, Codices manuscripti graeci ottoboniani Bibliothecae Vaticanae descripti praeside Alphonso cardinali Capecelatro archiepiscopo Capuano, London, Ex Typographeo Vaticano, 1893.